# Boulevard d'Aurelle-de-Paladines
Le boulevard d'Aurelle-de-Paladines est un boulevard du 17e arrondissement de Paris. 

## Situation et accès
Cette voie commence boulevard Pershing, au carrefour de la Porte des Ternes, et termine rue Cino-Del-Duca, où elle est prolongée par le boulevard Victor-Hugo à Neuilly-sur-Seine.

## Origine du nom

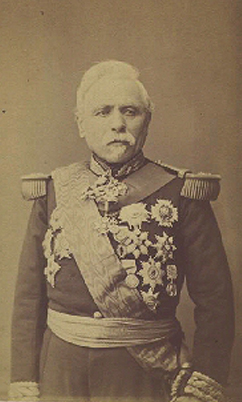
Louis d’Aurelle de Paladines.

La voie a ainsi été nommée en hommage au général d'Aurelle de Paladines (1804-1877), vainqueur à Coulmiers en 1870.

## Historique

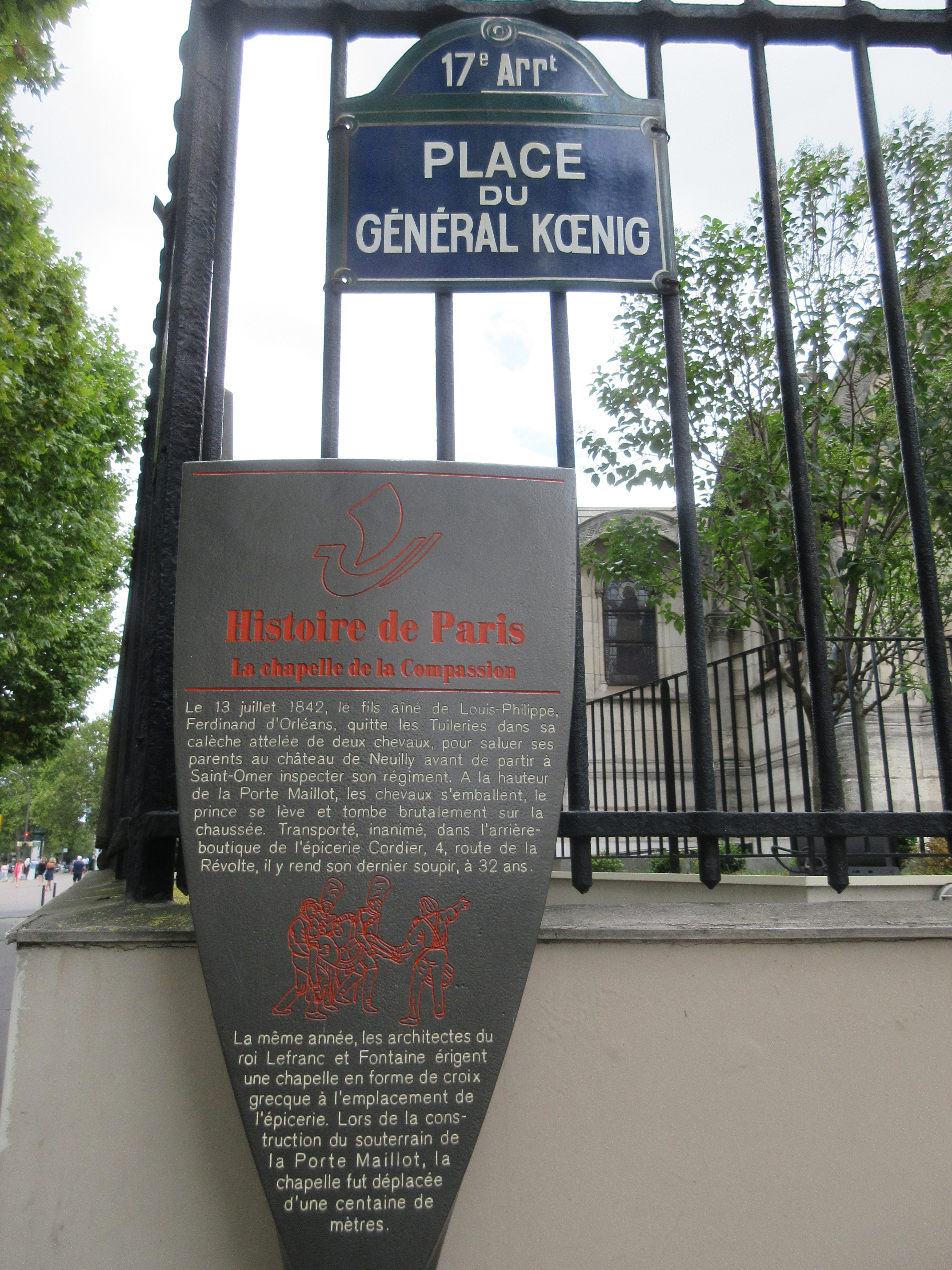
Panneau Histoire de Paris
« Chapelle de la Compassion »

Cette voie, qui était initialement une section du boulevard Victor-Hugo, située autrefois sur le territoire de Neuilly-sur-Seine annexé à Paris par décret du 18 avril 1929, avant de prendre son nom actuel en 1930.

## Bâtiments remarquables et lieux de mémoire
- Au numéro 2 se trouve l'église Notre-Dame-de-la-Compassion[1].
- Les squares Marguerite-Long, Cardinal-Petit-de-Julleville et Lucien-Fontanarosa bordent l'avenue.